# L'Alchimiste découvrant le phosphore
L'Alchimiste découvrant le phosphore (anglais : The Alchemist Discovering Phosphorus) est une peinture de 1771 du Britannique Joseph Wright of Derby. Elle est conservée au Derby Museum and Art Gallery de Derby. Le titre complet de la peinture est The Alchymist, in Search of the Philosopher’s Stone, Discovers Phosphorus, and prays for the successful Conclusion of his operation, as was the custom of the Ancient Chymical Astrologers, c'est-à-dire « L'alchimiste, à la recherche de la pierre philosophale, découvre le phosphore, et prie pour la réussite de son expérience, comme c'était la coutume des anciens astrologues chimistes ». Il a été suggéré que « l'alchimiste » désigne l'alchimiste de Hambourg Hennig Brand qui a découvert le phosphore en 1669. Cette histoire a été souvent imprimée dans des livres de chimie du vivant de Wright et a été largement diffusée.

## Description
La peinture montre l'alchimiste essayant de produire l'insaisissable pierre philosophale, pierre qui pourrait transformer le métal ordinaire en or, mais, à sa grande surprise, découvrant le phosphore. D'après l'arrière-plan, Wright ne situe pas son personnage au XVIIe siècle, mais dans une pièce de style médiéval, munie d'arcs gothiques et de hautes fenêtres pointues, rappelant l'architecture des églises. La peinture présente encore d'autres connotations religieuses, puisque l'alchimiste se tient à genoux devant une source lumineuse, plaçant ses mains dans une pose similaire à celle utilisée par le peintre Le Greco pour Saint François recevant les stigmates ou Saint Jérôme dans la prière.

## L'histoire
Depuis l’exposition de 1771, la toile a provoqué de nombreuses interprétations contradictoires. Son mystère a visiblement perturbé les spectateurs du XVIIIe siècle, et bien que Wright fût un artiste internationalement reconnu, elle ne se vendit pas la première fois qu'il l'exposa. Elle voyagea avec Wright en Italie en 1773-1775, revint en Angleterre, fut remaniée en 1795, mais ne se vendit que quatre ans après sa mort, lors de la vente de ses biens aux enchères chez Christie's.